# 横須賀市立浦賀小学校
横須賀市立浦賀小学校（よこすかしりつ うらがしょうがっこう）とは、神奈川県横須賀市浦賀にある、市立小学校。

## 沿革
- 1871年（明治4年）- 浦賀を訪れた神奈川県少参事大屋祐義による郷学校設立の説諭に応え、浦賀の有志らが東浦賀の乗誓寺に東岸郷学校（のち東岸学舎）、西浦賀の叶神社に西岸郷学校（のち西岸学舎）を開校。
- 1898年（明治31年）11月4日 - 浦賀東岸小学校と浦賀西岸小学校を合併し、尋常高等浦賀小学校として開校。
- 1923年（大正12年） - 浦賀尋常高等小学校に改称。
- 1941年（昭和16年）4月1日 - 国民学校令により浦賀町浦賀国民学校に改称。
- 1943年（昭和18年）4月1日 - 浦賀町が横須賀市に編入されたため、横須賀市浦賀国民学校に改称。
- 1947年（昭和22年）4月1日 - 学制改革により現校名に改称。

### 東岸郷学校
明治4年春に神奈川県少参事の大屋祐義（斧次郎、後述）が県内各地を巡回して、幼老貴賤差別なくすべての人が和睦一致して、自由の保全と人生のすばらしさ、国家の幸福を達成するためには万人教育が必要であると説き、郷学校設立を呼びかけた。これに賛同した浦賀の干鰯問屋など富農豪商が同年6月21日に東岸郷学校の設立を発起し、開校した。最初の生徒は7歳から18歳までの19人で、漢学や国学が学ばれた。同年8月には県から「郷学仮規則」が配布され、対象生徒は6歳から13歳までとされ、科目も多様化し、13歳以降は横浜修文館や東京大学校への進学が想定された。明治6年7月に学制により小学校が設置され、郷学校は廃止された。
なお、学校設立のきっかけとなった大屋祐義（おおやすけよし：1834–1879）は元上野国館林藩士。書史に通じ槍法に優れたことから、西南諸州への遊学を許された。松下村塾で知遇を得た縁で、戊辰戦争時には大村益次郎の薦めで軍監となり、上野戦争の神奈川方面を分任し功をあげた。その後神奈川県少参事を経て、明治5年（1872年）に司法省に転じたが、時事を論じ合った西郷隆盛が官を辞して帰郷すると、自らも辞職。この間、時事を憤り建白すること十回、左大臣島津久光より賞賛され「建白屋」と称されたという。西南戦争での西郷の最期を知ると、仲間と謀るところがあったが勾留された。まもなく眼病も患い、死を決して「永世特立論」「訐姦志」を書きあげ、嫡子半一郎にこれを宮内省に届けさせ、切腹自刃した（享年46、墓所は谷中天王寺）。

## 通学区域
2014年度は以下の通りである。
- 吉井1丁目の内10番～14番
- 浦賀1丁目～6丁目
- 浦上台
- 東浦賀1丁目、2丁目の内1番～23番

また、以下の地域は他校の通学区域であるが、通うことができる。
- 池田町3丁目（9番2～14号を除く）
- 吉井1丁目（10～14番を除く）、2丁目～4丁目
- 浦賀丘1丁目、2丁目

## 進学先中学校
本校の通学区域がそれとなっているのは横須賀市立浦賀中学校である。
また、公立学校選択制により、以下の学校も選択できる。
- 横須賀市立大津中学校
- 横須賀市立馬堀中学校
- 横須賀市立鴨居中学校
- 横須賀市立久里浜中学校
- 横須賀市立神明中学校

## 交通
- 京浜急行電鉄本線浦賀駅より徒歩1分
- 京浜急行バス浦賀駅バス停より徒歩1分